# Rue Guy-de-La-Brosse
La rue Guy-de-La-Brosse est une voie située dans le quartier Saint-Victor dans le 5e arrondissement de Paris.

## Situation et accès
La rue Guy-de-La-Brosse est desservie par les lignes 7 et 10 et  à la station Jussieu.

## Origine du nom
Elle porte le nom de Guy de La Brosse (1586-1641), médecin de Louis XIII et fondateur du jardin des plantes de Paris voisin. 

## Historique
Cette rue est ouverte sur les anciens terrains de l'abbaye Saint-Victor en 1837-1838. sous le nom de « rue Rambuteau » comme l'indique le plan de Paris d'Ambroise Tardieu de 1839 (sans rapport avec l'actuelle rue Rambuteau) date à laquelle elle prend sa dénomination actuelle.
Le 11 octobre 1914, durant la Première Guerre mondiale, le no 11 rue Guy-de-La-Brosse est touché lors d'un raid effectué par des avions allemands.

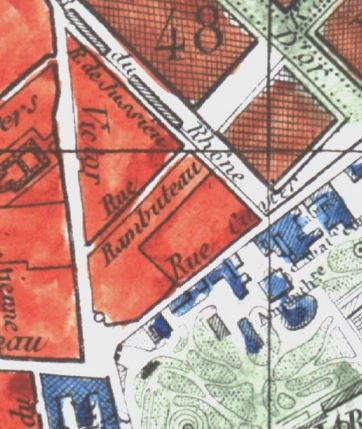
La rue, sous son nom de « rue Rambuteau » - plan de Paris d'Ambroise Tardieu - 1839
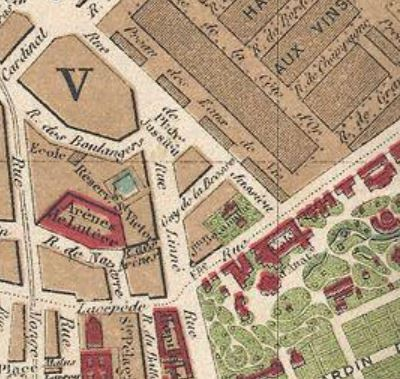
Rue Guy de la Brosse - plan de Paris Hachette 1894

## Bâtiments remarquables et lieux de mémoire
- La rue longe de nombreux bâtiments de l'université Paris 6 et débouche sur le campus de Jussieu.
- Gérard Depardieu a habité dans cette rue, notamment durant les évènements de mai 68[4].
- nos 2, 4 et 6 : emplacement du cloître de l’abbaye Saint-Victor[5].
- no 5 : domicile du botaniste Arthur Gris (1829-1872) lors de son décès[6]
- no 12 : le Cercle international de jeunesse y eut son siège à partir de 1928. Il est lié au Centre quaker, auparavant situé avenue Victoria, et qui en 1945 déménage rue Notre-Dame-des-Champs[7].
- no 13 : demeure de la députée communiste Denise Bastide lors de son suicide le 1er mars 1952[8].

### Dans la fiction
- Georges Duhamel, dans Le Jardin des bêtes sauvages (1934), deuxième tome de la Chronique des Pasquier, fait résider l'ensemble de la famille Pasquier dans cette rue qui est très souvent mentionnée et décrite[9].
- C'est là qu'habite également le philosophe Adrien Sixte dans Le Disciple de Paul Bourget.